# L'Art de la guerre (film, 2000)
Pour les articles homonymes, voir L'Art de la guerre (homonymie).
Série L'Art de la guerre
L'Art de la guerre 2
(2008)
Pour plus de détails, voir Fiche technique et Distribution.
L'Art de la guerre (The Art of War) est un film d'action américano-canadien réalisé par Christian Duguay, sorti en 2000.

## Synopsis
Neil Shaw est un agent spécial, inconnu des services de renseignement américains, qui n’obéit qu'au secrétaire général des Nations unies par l’intermédiaire de sa collaboratrice Eleanor Hooks. Se remettant d'une périlleuse mission à Hong Kong, Shaw se voit confier un travail apparemment simple : mettre sur écoute l'ambassadeur de Chine à New York lors d'un sommet commercial. Mais celui-ci est assassiné et Shaw arrêté. Libéré par les triades chinoises, qui tentent ensuite de l’éliminer, il s’évade. Recherché par le FBI, il doit faire cavalier seul.

## Fiche technique
- Titre original : The Art of War
- Titre français : L'Art de la guerre
- Réalisation : Christian Duguay
- Scénario : Wayne Beach, Simon Barry, d'après une histoire de Wayne Beach
- Musique : Normand Corbeil
- Direction artistique : Jean Morin, Pierre Perrault
- Décors : Anne Pritchard
- Costumes : Odette Gadoury
- Photographie : Pierre Gill
- Son : Bernard Gariépy Strobl, Hans Peter Strobl
- Montage : Michel Arcand
- Production : Nicolas Clermont et Ron Yuan

Production exécutive : Peter Bray
Coproduction : Kevin Bernhardt et Richard Lalonde
Production déléguée : Elie Samaha, Wesley Snipes, Don Carmody, Dan Halsted et Andrew Stevens (non crédité)
Production associée : Alan Chu
- Sociétés de production[1] :  
  - États-Unis : Morgan Creek Productions, Filmline International et Imperial Entertainment Group
  - Canada : Canadian Film or Video Production Tax Credit (CPTC) et Quebec Film and Television Tax Credit
  - Avec la participation de Morgan Creek Entertainment, Franchise Pictures et Amen Ra Films
- Sociétés de distribution[1] : 
  - États-Unis : Warner Bros.
  - Québec : TVA International
  - France : UGC Fox Distribution (UFD)
- Budget : 60 millions de $[2]
- Pays d'origine :  États-Unis,  Canada
- Langue originale : anglais
- Format[3] : couleur - 35 mm - 2,35:1 (Cinémascope) - son Dolby Digital EX
- Genre : action, aventure, thriller, policier
- Durée : 117 minutes
- Dates de sortie[4] :
  - États-Unis, Canada : 25 août 2000
  - France, Suisse romande[5] : 15 novembre 2000
- Classification[6] :
  -  États-Unis : Interdit aux moins de 17 ans (R – Restricted)[Note 1].
  -  Canada (Alberta) : Interdit aux moins de 18 ans (R - Restricted).
  -  Canada (Manitoba / Nouvelle-Écosse) : Les enfants de moins de 14 ans doivent être accompagnées d'un adulte (14A - 14 Accompaniment).
  -  Québec : 13 ans et plus (13+ / 13 years and over).
  -  France : Tous publics avec avertissement (visa d'exploitation no 100928 délivré le 2 février 2001)[7].

## Distribution
- Wesley Snipes (VF : Thierry Desroses ; VQ : Jean-Luc Montminy) : Neil Shaw
- Donald Sutherland (VF : Bernard Tiphaine ; VQ : Jean-Marie Moncelet) : Douglas Thomas
- Anne Archer (VF : Danielle Volle) (VQ : Linda Roy) : Eleanor Hooks
- Michael Biehn (VF : Gérard Darier) (VQ : Pierre Auger) : Robert Bly
- Cary-Hiroyuki Tagawa : David Chan
- Marie Matiko (VF : Ethel Houbiers) (VQ : Valérie Gagné) : Julia Fang
- Liliana Komorowska (VF : Marie-Laure Dougnac) : Jenna Novak
- Maury Chaykin : (VQ : Vincent Davy) Franklin Capella
- James Hong : Ambassadeur Wu
- Paul Hopkins (en) : Ray, agent du FBI
- Glen Chin : Ochai
- Ron Yuan : Ming
- Bonnie Mak : Anna Li
- Uni Park : Tina Chan

## Distinctions
En 2001, L'Art de la guerre a été sélectionné 11 fois dans diverses catégories et a remporté 2 récompenses.

### Récompenses
- Société canadienne des cinéastes 2001 : Prix de la SCC de la Meilleure photographie d’un long métrage décerné à Pierre Gill.
- Prix Génie 2001 : Prix de la bobine d'or décerné à Nicolas Clermont.

### Nominations
- Prix Génie 2001 :
  - Meilleure photographie pour Pierre Gill,
  - Meilleur montage pour Michel Arcand,
  - Meilleure direction artistique pour Anne Pritchard et Ginette Robitaille,
  - Meilleure musique original pour Normand Corbeil,
  - Meilleur son pour Hans Peter Strobl, Bernard Gariépy Strobl, Jo Caron et Don Cohen,
  - Meilleure montage sonore pour Michel B. Bordeleau, Pierre-Jules Audet, Jérôme Décarie, Natalie Fleurant et Marc Gagnon.
- Prix Jutra 2001 :
  - Meilleur acteur dans un second rôle pour Donald Sutherland,
  - Meilleure direction artistique,
  - Meilleure photographie pour Pierre Gill.